# Genestelle
Genestelle (okzitanisch Ginestèla) ist ein Ort und eine aus mehreren Weilern (hameaux) und Einzelgehöften bestehende südfranzösische Gemeinde mit 269 Einwohnern (Stand 1. Januar 2022) im Département Ardèche in der historischen Kulturlandschaft des Vivarais.

## Lage
Genestelle liegt in der Berglandschaft der Monts d’Ardèche ca. 17 km nordwestlich von Aubenas bzw. ca. 40 km (Fahrtstrecke) südlich von Annonay in einer Höhe von ca. 650 m ü. d. M. Das Klima ist gemäßigt; Regen fällt verteilt über das ganze Jahr. Das Gemeindegebiet wird vom Flüsschen Sandron durchquert.

## Bevölkerungsentwicklung
| Jahr                       | 1800 | 1851 | 1901 | 1954 | 1999 | 2014 |
| Einwohner                  | 1134 | 1465 | 1055 | 443  | 269  | 300  |
| Quellen: Cassini und INSEE |      |      |      |      |      |      |

Der kontinuierliche Rückgang der Einwohnerzahlen seit dem ausgehenden 19. Jahrhundert ist im Wesentlichen auf die Mechanisierung der Landwirtschaft und den damit einhergehenden Verlust an Arbeitsplätzen zurückzuführen.

## Wirtschaft
Traditionell lebte die Bevölkerung von der Viehzucht und ein wenig Ackerbau auf zum Teil terrassierten Feldern, die jedoch wegen der Höhenlage nur geringe Erträge hervorbrachten, so dass häufig Esskastanien die Grundversorgung bildeten. Heute spielen Forstwirtschaft und Tourismus in Form der Vermietung von Ferienhäusern (gîtes) die bedeutendsten Rollen im Wirtschaftsleben des Ortes.

## Geschichte
Der Ort wird erstmals im 10. Jahrhundert zusammen mit dem befestigten Gutshof von Conchis erwähnt; das Château de Craux entstand zwei Jahrhunderte später, es wurde jedoch mehrfach umgebaut und erweitert.

## Sehenswürdigkeiten
- Die Mauern und Gewölbe des Schiffs der Pfarrkirche Ste-Marie stammen aus dem 12. Jahrhundert; die Apsis wurde später umgebaut. Der Kirchenbau wurde im Jahr 1992 zum Monument historique[3] erklärt.

- Das heutige Aussehen des Château de Craux (44° 42′ 40″ N, 4° 22′ 24″ O) mit seinen mächtigen Eckrundtürmen stammt im Wesentlichen aus dem 15./16. Jahrhundert; im 17. und 18. Jahrhundert fanden Umbauten statt. Im Jahr 1994 wurden die Gemäuer von der Gemeinde erworben und grundlegend restauriert. Das Gebäude wurde im Jahr 1992 als Monument historique[4] anerkannt.